# Buk Anton
Buk Anton – pomnik przyrody na placu Pod Lipami w Katowicach, położony w środkowej części dzielnicy Giszowiec. Jest to drzewo z gatunku buk zwyczajny (Fagus sylvatica L.) o pierśnicy 345 cm. Został on ustanowiony pomnikiem przyrody na podstawie rozporządzenia Wojewody Katowickiego z dnia 2 stycznia 1996 roku. W 2024 roku resztki pnia buka zostały ścięte. 

## Historia

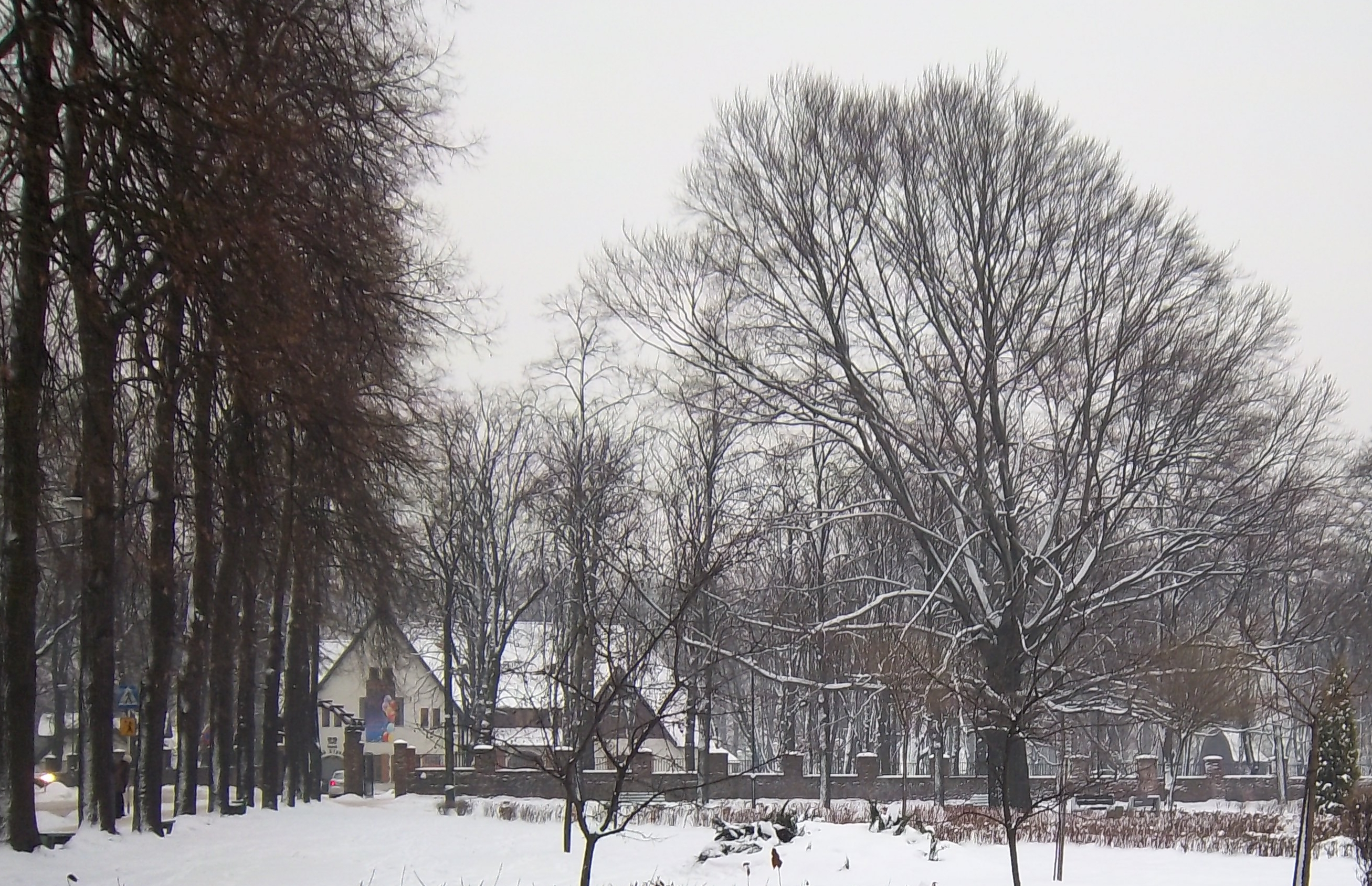
Buk Anton w 2010 roku (po prawej)

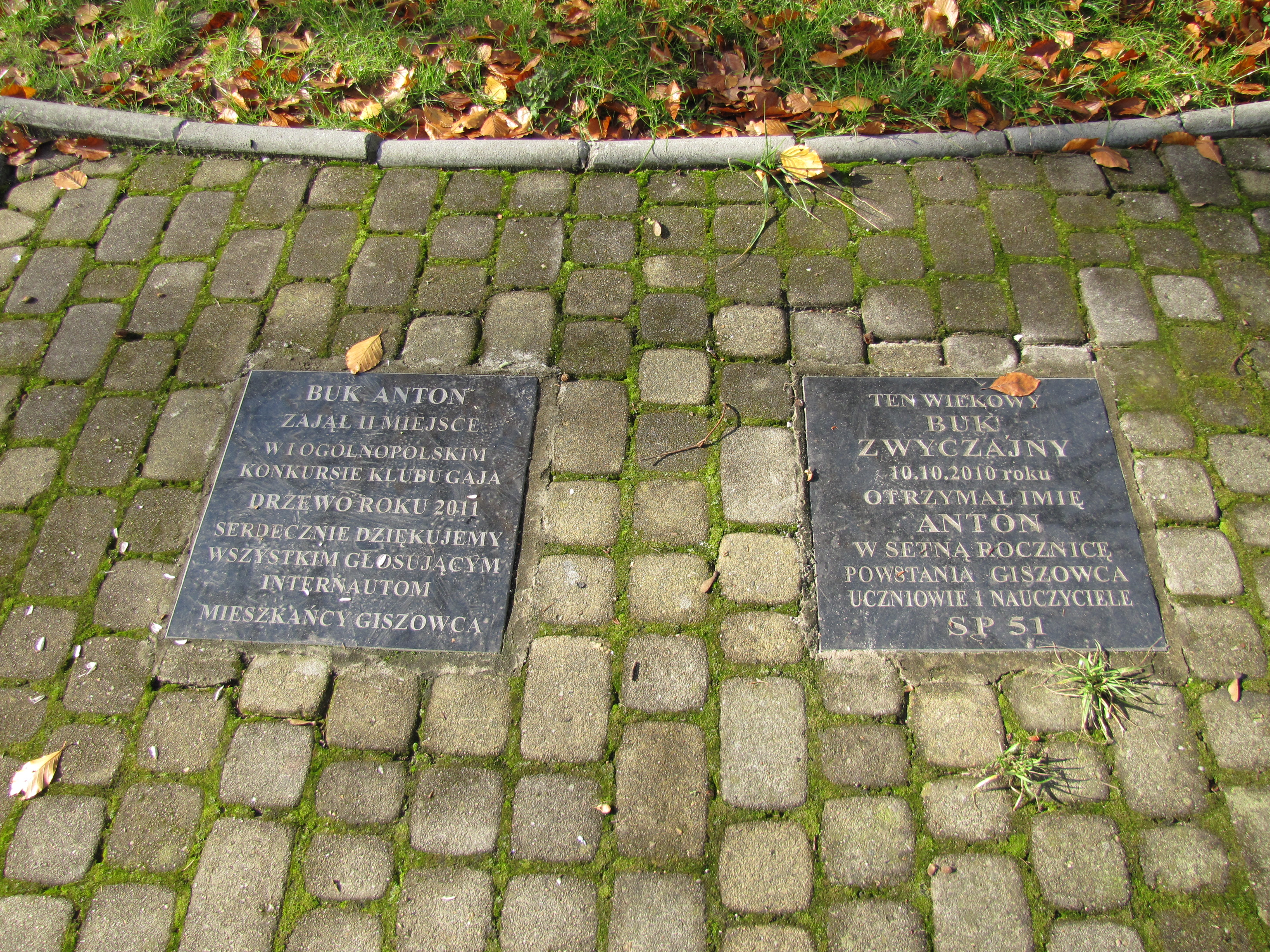
Tablice upamiętniające zdobycie II miejsca w konkursie na Drzewo Roku 2011 i nadanie imienia Anton

Buk Anton znajdował się na centralnym placu powstałego w latach 1907–1910 roku osiedla patronackiego Giszowiec. Samo zaś drzewo zostało posadzone w 1907 roku. 2 stycznia 1996 roku buk został ustanowiony pomnikiem przyrody.
W 2010 roku w szkołach na terenie Giszowca zorganizowano konkurs na nazwę pomnikowego buku. W rezultacie wybrano imię Anton. Nawiązuje to do inicjatora budowy osiedla i ówczesnego dyrektora generalnego spółki Georg von Giesches Erben – Antona Uthemanna. W tej okazji wmurowano pamiątkową tablicę, którą później skradziono. Została ona w późniejszym czasie odnaleziona przez jednego z mieszkańców. 
Uczniowie ze Szkoły Podstawowej nr 51 zgłosiły Antona do konkursu na Drzewo Roku, organizowanego przez Klub Gaja. Plebiscyt ten rozpoczął się 1 czerwca 2011 roku. Po blisko dwóch tygodniach Anton był faworytem do wygrania konkursu. Ostatecznie, buk Anton zdobył w 2011 roku drugie miejsce w konkursie na Drzewo Roku 2011. Uzyskał on wówczas 3170 głosów.
Anton w 2015 roku zaczął obumierać. Zakład Zieleni Miejskiej w Katowicach rozpoczął prace ratunkowe drzewa, dostarczające nawozy i składniki mineralne. Wykonano również specjalne zastrzyki celem jego wzmocnienia, lecz te działania nie pomogło bukowi. Według zleconych ekspertyz, podłoże pod którym rośnie buk nie jest dla niego odpowiednie, a także jest skażone jest wieloma minerałami. Anton nie został wówczas całkowicie ścięty, lecz zostały usunięte jedynie suche gałęzie, będące zagrożeniem dla przechodzących pod nim przechodniów.
25 października 2016 roku dzieci ze Szkoły Podstawowej nr 51 oraz Miejskiego Przedszkola nr 59, w ramach inauguracji Święta Drzewa w Giszowcu zorganizowały akcję posadzenia obok pomnikowego Antona nowego drzewa – buka Antonka. Antonek miał wówczas 10 lat. 
5 listopada 2024 roku pozostałości pnia drzewa ścięto, pozostawiając je w poziomie do naturalnego rozkładu.